# Trần Can
Trần Can(1931-7 tháng 5 năm 1954) là một quân nhân của quân đội nhân dân Việt Nam và được truy tặng là Anh hùng Lực lượng Vũ trang Nhân dân. Trần Can tham gia chiến dịch Điện Biên Phủ và hi sinh tại đây.

## Tiểu sử
Trần Can sinh năm 1931, dân tộc Kinh, quê ở xã Sơn Thành, huyện Yên Thành, tỉnh Nghệ An, là Đảng viên Đảng Cộng sản Việt Nam.

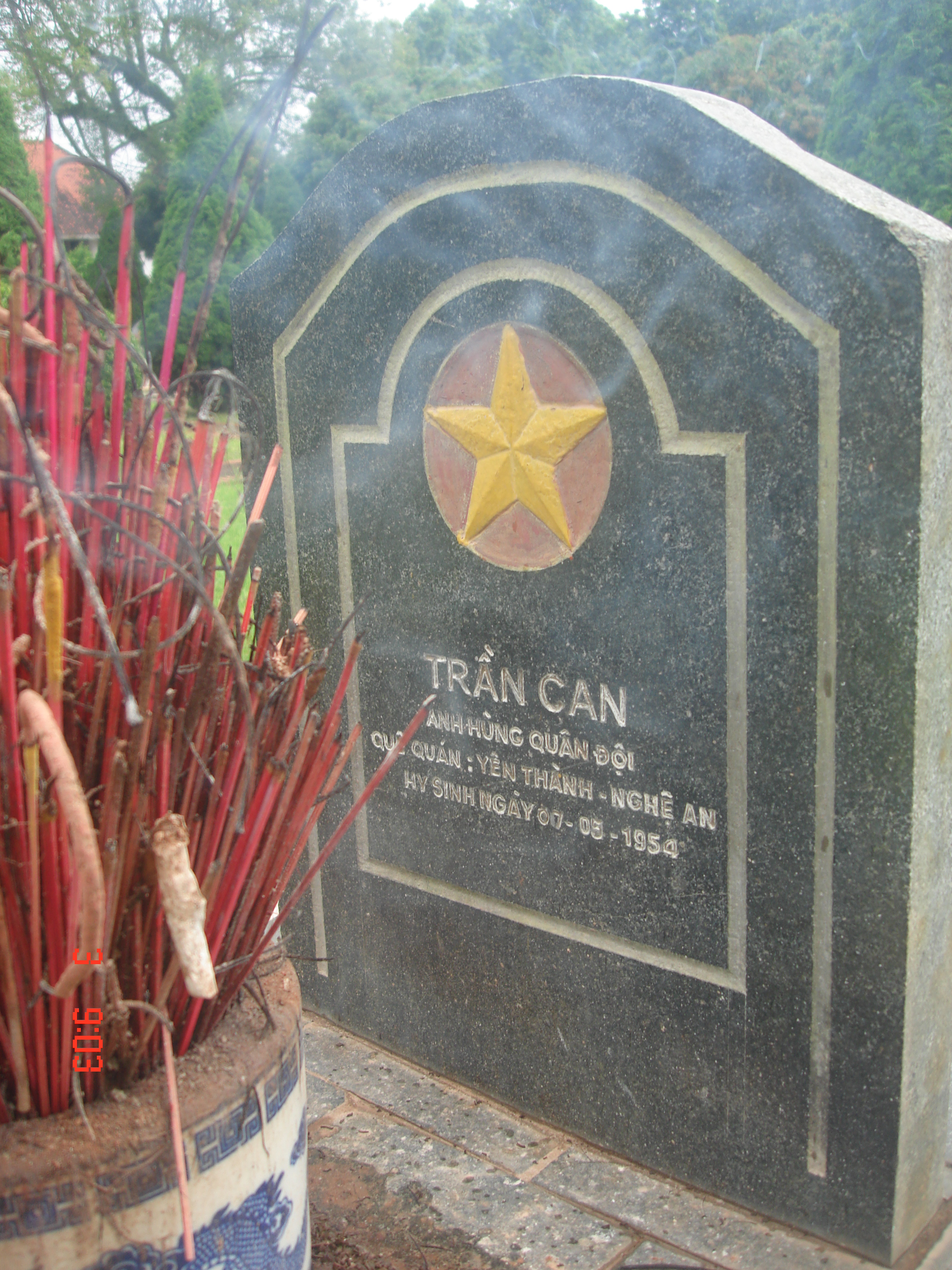
Mộ Trần Can tại nghĩa trang A1 thành phố Điện Biên Phủ, tỉnh Điện Biên

Khi tham gia trận Điện Biên Phủ, Trần Can là Đại đội phó bộ binh thuộc Trung đoàn 209, Đại đoàn 312.

### Đồi Him Lam
Trong trận đánh đồi Him Lam mở đầu cho chiến dịch Điện Biên Phủ, Trần Can được giao nhiệm vụ chỉ huy tiểu đội đánh thọc sâu để tiêu diệt sở chỉ huy tại đây. Dù hoả lực quân Pháp bắn ra dữ dội nhưng Trần Can vẫn hiên ngang dẫn đầu tiểu đội vượt qua lô cốt tiền duyên để xông vào sở chỉ huy, rồi cắm cờ lên lô cốt. Sau đó, Trần Can chỉ huy tiểu đội tiêu diệt lính Pháp còn lại trong hầm ngầm, bắt sống 25 tên, thu rất nhiều vũ khí.

### Trận đánh điểm cao 507
Trong trận đánh điểm cao 507, Trần Can dẫn đầu tiểu đội tấn công quân Pháp, chiếm lấy mỏm cột cờ. Quân Pháp bắn pháo đáp trả và cho lính xung phong chiếm lại. Hai bên giành giật các vị trí quyết liệt. Đơn vị của Trần Can đã cố thủ tốt trước 4 đợt phản kích của quân Pháp.
Trong lần thứ 5, quân Pháp ném lựu đạn trước khi xung phong. Trần Can gan dạ nhặt lựu đạn và ném lại rồi đánh giáp lá cà. Hầu hết đại đội bị thương vong, Trần Can cũng bị thương, nhưng Trần Can vẫn chỉ huy bộ đội cầm cự chiến đấu.
Sáng hôm sau, Trần Can tập trung thương binh nhẹ lại, động viên bộ đội, chấn chỉnh tổ chức, củng cố trận địa. Quân Pháp lại phản kích dữ dội, hòng đánh bật quân Việt Minh để giành lại cửa ngõ tiến vào Mường Thanh. Trần Can chỉ huy đơn vị anh dũng chống trả, giữ vững trận địa, tạo thế tiến vào trung tâm Mường Thanh. Sau đó, Trần Can hy sinh vào sáng ngày 7/5/1954.

## Khen thưởng
Trần Can được tặng thưởng Huân chương Quân công (hạng Nhì, hạng Ba), 2 Huân chương Chiến công hạng nhất, 2 lần được bầu là chiến sĩ thi đua của đại đoàn và được truy tặng là Anh hùng Lực lượng Vũ trang Nhân dân.
Hiện nay ở thành phố Điện Biên Phủ, tỉnh Điện Biên có một con đường và một trường học mang tên ông. Ở TP Đà Nẵng cũng có con đường mang tên ông 